# Stal Gorzów Wielkopolski (żużel) w sezonie 2015
Sezon 2015 był 49. Stali Gorzów Wielkopolski w ekstralidze i 68. w historii klubu.

## Rozgrywki

### Statystyki
Zasady klasyfikacji: minimum 1 start w rozgrywkach ekstraligi w sezonie 2015.
| Msc. | Żużlowiec              | Wiek | M. | B. | Pkt. | Bon. | Razem | Śr. bieg. | KSM |
| ---- | ---------------------- | ---- | -- | -- | ---- | ---- | ----- | --------- | --- |
| 4    | Bartosz Zmarzlik       | 20   | 14 | 72 | 161  | 7    | 168   | 2,333     | –   |
| 18   | Niels-Kristian Iversen | 33   | 14 | 72 | 118  | 19   | 137   | 1,903     | –   |
| 20   | Matej Žagar            | 32   | 14 | 69 | 124  | 5    | 129   | 1,870     | –   |
| 33   | Krzysztof Kasprzak     | 31   | 14 | 65 | 86   | 10   | 96    | 1,477     | –   |
| 39   | Linus Sundström        | 25   | 11 | 39 | 41   | 12   | 53    | 1,359     | –   |
| 42   | Adrian Cyfer           | 20   | 14 | 42 | 43   | 9    | 52    | 1,238     | –   |
| 46   | Tomasz Gapiński        | 33   | 11 | 44 | 44   | 8    | 52    | 1,182     | –   |
| nsk  | Piotr Świderski        | 32   | 6  | 20 | 17   | 7    | 24    | 1,200     | –   |

Wiek według roku urodzenia. Żużlowcy do 21 lat - młodzieżowcy (inaczej juniorzy),
M. - liczba meczów, B. - liczba biegów, Pkt. - liczba punktów, Bon. - liczba bonusów,
Razem - suma Pkt. i Bon., Śr. bieg. - iloraz Razem przez B., KSM - iloczyn Śr. bieg. bez Bon. razy 4,
Msc. - miejsce na liście klasyfikacyjnej, nsk - żużlowiec niesklasyfikowany

### PGE Ekstraliga
| 1 runda 17 maja 2015 | MONEYmakesMONEY.pl Stal Gorzów Wielkopolski | 42:48 | KS Toruń | Stadion im. Edwarda Jancarza Widzów: 12 300 Sędzia: Jerzy Najwer |
| 1 runda 17 maja 2015 | 9. Iversen 10 (3,w,2,3,0,2) 10. Sundström 5 (1,1,–,2,1) 11. Kasprzak 5 (1,1,2,1,0) 12. Gapiński 3 (0,3,0,–) 13. Žagar 2 (0,1,–,1,–) 14. Cyfer 0 (0,0,d) 15. Zmarzlik 17 (3,3,3,2,3,3) | 42:48 | 1. Ch. Holder 7 (2,2,1,2,0) 2. K. Gomólski 0 (w,0,–,0) 3. Doyle 9 (2,3,w,3,1) 4. Miedziński 6 (3,2,1,–) 5. G. Łaguta 12 (2,2,3,2,3) 6. Przedpełski 10 (2,3,0,3,2) 7. O. Fajfer 4 (1,1,1,1) | Stadion im. Edwarda Jancarza Widzów: 12 300 Sędzia: Jerzy Najwer |

| 2 runda 12 kwietnia 2015 | Unia Tarnów | 50:40 | MONEYmakesMONEY.pl Stal Gorzów Wielkopolski | Stadion Miejski Jaskółcze Gniazdo w Tarnowie Widzów: 8 000 Sędzia: Wojciech Grodzki |
| 2 runda 12 kwietnia 2015 | 9. Vaculík 15 (3,3,3,3,3) 10. Mroczka 5 (2,1,2,0) 11. Madsen 8 (2,0,3,2,1) 12. Bjerre 8 (3,3,0,2,0) 13. Kołodziej 9 (2,1,3,3,0) 14. Dąbrowski 0 (u,0,0) 15. Koza 5 (2,3,0) | 50:40 | 1. Kasprzak 9 (1,2,1,3,1,1) 2. Sundström 1 (0,1) 3. Žagar 10 (1,3,2,1,1,2) 4. Gapiński 2 (0,2,0) 5. Iversen 3 (0,0,1,–,2) 6. Cyfer 7 (1,2,1,3) 7. Zmarzlik 8 (3,1,2,2,0) | Stadion Miejski Jaskółcze Gniazdo w Tarnowie Widzów: 8 000 Sędzia: Wojciech Grodzki |

| 3 runda 26 kwietnia 2015 | MrGarden GKM Grudziądz | 50:40 | MONEYmakesMONEY.pl Stal Gorzów Wielkopolski | Stadion żużlowy w Grudziądzu Widzów: 7 000 Sędzia: Artur Kuśmierz |
| 3 runda 26 kwietnia 2015 | 9. A. Łaguta 14 (3,3,2,3,3) 10. Jeleniewski 7 (2,2,3,0,0) 11. Okoniewski 6 (0,2,2,2) 12. Buczkowski 11 (3,1,3,2,2) 13. T. Gollob 11 (2,3,1,3,2) 14. Trzensiok 0 (u,0,0) 15. Nowak 1 (1,0,0) | 50:40 | 1. Kasprzak 12 (1,3,3,1,3,1) 2. Świderski 0 (0,0) 3. Žagar 8 (2,2,1,2,1,d) 4. Gapiński 2 (1,1,0,0) 5. Iversen 3 (1,1,0,1) 6. Cyfer 2 (2,0) 7. Zmarzlik 13 (3,3,2,1,1,3) | Stadion żużlowy w Grudziądzu Widzów: 7 000 Sędzia: Artur Kuśmierz |

| 4 runda 10 maja 2015 | MONEYmakesMONEY.pl Stal Gorzów Wielkopolski | 38:51 | Fogo Unia Leszno | Stadion im. Edwarda Jancarza Widzów: 11 500 Sędzia: Marek Wojaczek |
| 4 runda 10 maja 2015 | 9. Kasprzak 3 (1,1,1,–,0) 10. Sundström 2 (0,2,d) 11. Žagar 4 (1,2,1,0) 12. Gapiński 4 (0,3,0,–,1) 13. Iversen 9 (1,3,1,3,1,w) 14. Cyfer 3 (1,1,1) 15. Zmarzlik 13 (3,2,3,0,2,3) | 38:51 | 1. N. Pedersen 11 (3,1,2,3,2) 2. Jonasson 5 (2,0,0,1,2) 3. Musielak 2 (2,u) 4. Prz. Pawlicki 11 (3,2,3,3,u) 5. Sajfutdinow 9 (0,3,3,0,3) 6. Smektała 2 (0,0,2) 7. Pi. Pawlicki 11 (2,3,2,2,2) | Stadion im. Edwarda Jancarza Widzów: 11 500 Sędzia: Marek Wojaczek |

| 5 runda 24 maja 2015 | SPAR Falubaz Zielona Góra | 48:42 | MONEYmakesMONEY.pl Stal Gorzów Wielkopolski | Stadion żużlowy w Zielonej Górze Widzów: 16 000 Sędzia: Piotr Lis |
| 5 runda 24 maja 2015 | 9. Hampel 12 (u,3,3,3,3) 10. Jonsson 1 (1,0) 11. Walasek 6 (2,1,2,1) 12. Łoktajew 10 (3,2,3,0,2) 13. Protasiewicz 11 (3,3,3,u,2) 14. Zgardziński 2 (0,2,0) 15. Pieszczek 6 (2,1,0,2,1) | 48:42 | 1. Iversen 11 (3,t,1,3,3,1) 2. Sundström 6 (2,0,2,2,0) 3. Žagar 3 (1,1,1) 4. Gapiński 1 (0,0,–,1) 5. Kasprzak 7 (2,2,0,2,1) 6. Cyfer 2 (1,1,0) 7. Zmarzlik 12 (3,0,3,1,2,3) | Stadion żużlowy w Zielonej Górze Widzów: 16 000 Sędzia: Piotr Lis |

| 6 runda 31 maja 2015 | Betard Sparta Wrocław | 50:40 | MONEYmakesMONEY.pl Stal Gorzów Wielkopolski | Stadion Olimpijski we Wrocławiu Widzów: 3 800 Sędzia: Artur Kuśmierz |
| 6 runda 31 maja 2015 | 9. Woffinden 14 (3,3,3,3,2) 10. Milík 7 (1,1,1,2,2) 11. Jędrzejak 2 (1,1,0,u) 12. Jepsen Jensen 9 (2,2,3,1,1) 13. Janowski 10 (3,3,d,3,1) 14. Gała 3 (1,0,2) 15. Drabik 5 (2,2,1) | 50:40 | 1. Iversen 9 (2,3,2,1,1,0) 2. Sundström 0 (0,0) 3. Žagar 13 (3,2,3,2,0,3) 4. Gapiński 1 (0,1,0) 5. Kasprzak 3 (0,2,1,d,0) 6. Zmarzlik 13 (3,0,2,3,2,3) 7. Cyfer 1 (0,1) | Stadion Olimpijski we Wrocławiu Widzów: 3 800 Sędzia: Artur Kuśmierz |

| 7 runda 4 czerwca 2015 | MONEYmakesMONEY.pl Stal Gorzów Wielkopolski | 55:35 | PGE Stal Rzeszów | Stadion im. Edwarda Jancarza Widzów: 11 500 Sędzia: Wojciech Grodzki |
| 7 runda 4 czerwca 2015 | 9. Iversen 12 (2,2,3,3,2) 10. Sundström 4 (1,1,1,1) 11. Žagar 11 (2,3,t,3,3) 12. Świderski 3 (w,2,1,0) 13. Kasprzak 9 (2,0,3,2,2) 14. Zmarzlik 12 (3,2,2,2,3) 15. Cyfer 4 (2,1,1) | 55:35 | 1. Ljung 0 (0,0) 2. Baran 5 (3,t,2,0,u) 3. Lampart 3 (1,1,0,–,1) 4. Hancock 11 (3,3,2,1,2,0) 5. Kildemand 11 (3,w,3,3,1,1) 6. Czaja 4 (0,1,3,0,0) 7. K. Rempała 1 (1,0,0) | Stadion im. Edwarda Jancarza Widzów: 11 500 Sędzia: Wojciech Grodzki |

| 8 runda 19 lipca 2015 | KS Toruń | 56:33 | MONEYmakesMONEY.pl Stal Gorzów Wielkopolski | Motoarena Toruń im. Mariana Rosego Widzów: 10 000 Sędzia: Artur Kuśmierz |
| 8 runda 19 lipca 2015 | 9. Ch. Holder 13 (3,3,2,3,2) 10. Miedziński 4 (0,2,1,1) 11. G. Łaguta 7 (w,3,2,2) 12. K. Gomólski 8 (2,2,1,2,1) 13. Doyle 13 (3,3,2,2,3) 14. O. Fajfer 2 (1,1,0) 15. Przedpełski 9 (3,1,3,2) | 56:33 | 1. Iversen 6 (1,1,1,3,0) 2. Świderski 2 (2,0,0) 3. Žagar 12 (3,2,3,3,d,1) 4. Gapiński 0 (w,0,0) 5. Kasprzak 8 (0,1,3,0,1,3) 6. Zmarzlik 3 (2,0,1,0) 7. Cyfer 2 (0,2,0) | Motoarena Toruń im. Mariana Rosego Widzów: 10 000 Sędzia: Artur Kuśmierz |

| 9 runda 21 czerwca 2015 | MONEYmakesMONEY.pl Stal Gorzów Wielkopolski | 61:29 | Unia Tarnów | Stadion im. Edwarda Jancarza Widzów: 11 500 Sędzia: Krzysztof Meyze |
| 9 runda 21 czerwca 2015 | 9. Iversen 12 (2,2,3,3,2) 10. Sundström 9 (1,2,2,2,2) 11. Žagar 12 (3,2,3,1,3) 12. Świderski 3 (1,1,1) 13. Kasprzak 6 (1,2,2,1) 14. Zmarzlik 15 (3,3,3,3,3) 15. Cyfer 5 (2,3,0) | 61:29 | 1. Vaculík 8 (2,3,1,0,2,0) 2. Mroczka 3 (0,0,–,3,0,0) 3. Bjerre 5 (2,1,1,0,1) 4. Kułakow 0 (0,0) 5. Kołodziej 12 (2,3,3,2,1,1) 6. Koza 1 (1,0,0,0) 7. Dąbrowski 0 (0,0) | Stadion im. Edwarda Jancarza Widzów: 11 500 Sędzia: Krzysztof Meyze |

| 10 runda 28 czerwca 2015 | MONEYmakesMONEY.pl Stal Gorzów Wielkopolski | 63:27 | MrGarden GKM Grudziądz | Stadion im. Edwarda Jancarza Widzów: 11 000 Sędzia: Jerzy Najwer |
| 10 runda 28 czerwca 2015 | 9. Iversen 12 (2,3,3,2,2) 10. Sundström 4 (1,1,0,2) 11. Žagar 15 (3,3,3,3,3) 12. Świderski 5 (2,2,1,0) 13. Kasprzak 8 (3,2,0,3) 14. Zmarzlik 11 (3,3,2,3) 15. Cyfer 8 (1,2,3,2) | 63:27 | 1. A. Łaguta 7 (3,1,1,1,1) 2. Pavlic 0 (0,0) 3. T. Gollob 4 (1,1,2,0,0) 4. Okoniewski 5 (0,0,1,3,1,0) 5. Buczkowski 9 (1,2,2,2,1,1) 6. Nowak 2 (2,d,0,d) 7. Łęgowik 0 (d,–,0) | Stadion im. Edwarda Jancarza Widzów: 11 000 Sędzia: Jerzy Najwer |

| 11 runda 26 lipca 2015 | Fogo Unia Leszno | 48:42 | MONEYmakesMONEY.pl Stal Gorzów Wielkopolski | Stadion im. Alfreda Smoczyka Widzów: 9 500 Sędzia: Tomasz Proszowski |
| 11 runda 26 lipca 2015 | 9. N. Pedersen 14 (3,3,3,2,3) 10. Jonasson 3 (2,0,1) 11. Prz. Pawlicki 2 (d,0,2,0) 12. Sajfutdinow 8 (2,3,3,0,0) 13. Zengota 8 (3,2,3,0,0) 14. Pi. Pawlicki 10 (u,1,3,3,3) 15. Smektała 3 (2,d,1) | 48:42 | 1. Iversen 6 (1,2,0,2,1) 2. Świderski 4 (0,1,2,1) 3. Žagar 11 (3,3,d,2,1,2) 4. Gapiński 7 (1,0,2,3,1) 5. Kasprzak 5 (2,2,1) 6. Zmarzlik 7 (3,1,1,2) 7. Cyfer 2 (1,1,0) | Stadion im. Alfreda Smoczyka Widzów: 9 500 Sędzia: Tomasz Proszowski |

| 12 runda 9 sierpnia 2015 | MONEYmakesMONEY.pl Stal Gorzów Wielkopolski | 48:42 | SPAR Falubaz Zielona Góra | Stadion im. Edwarda Jancarza Widzów: 14 600 Sędzia: Krzysztof Meyze |
| 12 runda 9 sierpnia 2015 | 9. Iversen 10 (2,2,2,3,1) 10. Sundström 2 (1,1,0) 11. Žagar 10 (2,2,2,2,2) 12. Gapiński 6 (3,1,1,1,0) 13. Kasprzak 3 (0,0,1,2) 14. Cyfer 3 (2,1,0) 15. Zmarzlik 14 (3,2,3,3,3) | 48:42 | 1. Walasek 0 (0,w,0,d) 2. Hampel ZZ 3. Dudek 7 (0,2,2,1,1,1) 4. Jonsson 12 (3,1,3,3,d,2,0) 5. Ward 20 (3,3,3,3,3,2,3) 6. Pieszczek 3 (1,1,0,1) 7. Zgardziński 0 (w,–,0) | Stadion im. Edwarda Jancarza Widzów: 14 600 Sędzia: Krzysztof Meyze |

| 13 runda 16 sierpnia 2015 | MONEYmakesMONEY.pl Stal Gorzów Wielkopolski | 50:40 | Betard Sparta Wrocław | Stadion im. Edwarda Jancarza Widzów: 10 500 Sędzia: Jerzy Najwer |
| 13 runda 16 sierpnia 2015 | 9. Iversen 7 (2,2,3,0) 10. Sundström 8 (1,3,2,2,0) 11. Žagar 11 (3,1,3,3,1) 12. Gapiński 11 (2,3,1,3,2) 13. Kasprzak 4 (d,2,2,0) 14. Cyfer 2 (1,1,0) 15. Zmarzlik 7 (3,3,0,1) | 50:40 | 1. Woffinden 15 (3,2,3,3,1,3) 2. Milík 0 (w,0) 3. Jędrzejak 1 (1,0,u) 4. Jepsen Jensen 7 (0,3,1,1,2,0) 5. Janowski 8 (2,0,2,1,3) 6. Drabik 9 (2,1,1,1,2,2) 7. Gała 0 (d,–,0) | Stadion im. Edwarda Jancarza Widzów: 10 500 Sędzia: Jerzy Najwer |

| 14 runda 23 sierpnia 2015 | PGE Stal Rzeszów | 50:40 | MONEYmakesMONEY.pl Stal Gorzów Wielkopolski | Stadion Miejski „Stal” w Rzeszowie Sędzia: Leszek Demski |
| 14 runda 23 sierpnia 2015 | 9. Hancock 8 (3,3,d,2) 10. Baran 8 (1,1,3,2,1) 11. Lampart 10 (3,3,3,1,0) 12. Larsen 12 (2,2,2,3,3) 13. Kildemand 7 (2,1,1,1,2) 14. Czaja 5 (2,3,0) 15. K. Rempała 0 (0,0,0) | 50:40 | 1. Iversen 9 (t,1,2,3,2,1) 2. Sundström 0 (0,0) 3. Žagar 2 (1,0,1,0) 4. Gapiński 7 (0,2,2,1,0,2) 5. Kasprzak 4 (3,0,1,d) 6. Zmarzlik 16 (2,3,2,3,3,3) 7. Cyfer 2 (1,1,0) | Stadion Miejski „Stal” w Rzeszowie Sędzia: Leszek Demski |

### Bilans meczów
| Runda    | 2 | 3 | 4 | 1 | 5 | 6 | 7 | 9 | 10 | 8 | 11 | 12 | 13 | 14 |
| Miejsce  | W | W | D | D | W | W | D | D | D  | W | W  | D  | D  | W  |
| Rezultat | P | P | P | P | P | P | Z | Z | Z  | P | P  | Z  | Z  | P  |
| Pozycja  | 6 | 8 | 8 | 8 | 8 | 8 | 8 | 8 | 6  | 8 | 8  | 7  | 6  | 6  |

Legenda:       runda zasadnicza: kolejki 1–14;       play-off: kolejki 15–18;       1. miejsce;       2. miejsce;       3. miejsce;       baraż o prawo startu w ekstralidze w 2016 roku;       spadek
D – mecz rozgrywany u siebie; W – mecz rozgrywany na wyjeździe; Z – zwycięstwo; P – przegrana; R – remis